# Lista över Grenadas generalguvernörer
Detta är en lista över personer som har tjänstgjort som Grenadas generalguvernörer sedan dess självständighet 1974.
|                                | Generalguvernör (Födelse–Död)                                 | Mandatperiod       | Mandatperiod     | Mandatperiod        | Regent (Regeringstid)    |
| Tillträdde ämbetet             | Generalguvernör (Födelse–Död)                                 | Frånträdde ämbetet | Ämbetstid        |                     | Regent (Regeringstid)    |
| ------------------------------ | ------------------------------------------------------------- | ------------------ | ---------------- | ------------------- | ------------------------ |
|                                | Sir Leo de Gale (1921–1986)                                   | 7 februari 1974    | 4 oktober 1978   | 4 år och 239 dagar  | Elizabeth II (1974–2022) |
|                                | Sir Paul Scoon (1935–2013)                                    | 4 oktober 1978     | 31 juli 1992     | 13 år och 301 dagar | Elizabeth II (1974–2022) |
|                                | Sir Reginald Palmer (1923–2016) Tillförordnad generalguvernör | 31 juli 1992       | 6 augusti 1992   | 6 dagar             | Elizabeth II (1974–2022) |
|                                | Sir Reginald Palmer (1923–2016)                               | 6 augusti 1992     | 8 augusti 1996   | 4 år och 2 dagar    | Elizabeth II (1974–2022) |
|                                | Sir Daniel Williams (1935-2024)                               | 8 augusti 1996     | 18 november 2008 | 12 år och 102 dagar | Elizabeth II (1974–2022) |
| Vakant (18 – 27 november 2008) |                                                               |                    |                  |                     | Elizabeth II (1974–2022) |
|                                | Sir Carlyle Glean (1932–2021)                                 | 27 november 2008   | 7 maj 2013       | 4 år och 161 dagar  | Elizabeth II (1974–2022) |
|                                | Dame Cécile La Grenade (b. 1952)                              | 7 maj 2013         | Incumbent        | 12 år och 53 dagar  |                          |
| Charles III (2022–present)     | Dame Cécile La Grenade (b. 1952)                              | 7 maj 2013         | Incumbent        | 12 år och 53 dagar  |                          |